# 将棋倶楽部24
将棋倶楽部24（しょうぎくらぶにじゅうよん）は、インターネット上でネットワーク対局により将棋を無料で指せるサイト。2014年現在、会員数は30万人を超える。
1998年に富士フイルムビジネスイノベーションの社内ベンチャービジネス事業としてサービスが開始され、2001年には有限会社化された。2006年11月1日には、同社のインターネット将棋対局事業を日本将棋連盟に譲渡することで合意した。

## 概要
レーティング（簡略化したイロレーティング）による客観的な棋力評価とハンドルネームによる匿名性がある。ハンドルネーム（ユーザー名）の取得にはメールアドレスが必要になる。フリーメールは原則不可、ただし取得が困難な場合は、事情を説明すれば登録が可能となる場合もある。ハンドルネームを取得することにより、レーティング、棋譜保存、チャットなどの機能が使用可能となる。
道場として「東京道場」「大阪道場」の二つの対局場が設定されている。通常は「東京道場」に人が集まることが多く、接続不良の場合や24名人戦などのイベントがある場合は「大阪道場」に人が集まる。従来の最高同時入場者数はそれぞれ3000人で、特に平日の夜や休日の「東京道場」は混雑してログインが困難になることが多かった。2009年4月25日のメンテナンスで、上限が実験的に4000人に引き上げられ、さらに5月からは4000人以上（具体的な上限は非公表）に再度引き上げられた。それ以降は、最も人が集まる週末や休日の夕方でさえ満員になったことがないがゲストログインは制限される場合がある。
管理者の久米宏（取締役）はキャスター久米宏と同姓同名の別人であり、登録会員数が多いにもかかわらず実質久米1人で管理している。

### PC版
長年Javaアプレットを使用しており、そのため2015年より一部ブラウザ（Windows 10のデフォルトブラウザMicrosoft Edge、Google Chromeなど）で動作不可になった。公式サイトではInternet ExplorerなどJavaが動作するブラウザを使用するように勧告した。その後、ブラウザではなくJava Web Start技術を使ったデスクトップアプリケーションを配布するように変更された。
2021年1月末でOracle社がJavaのアップデートを終了するのに伴い、2020年11月、HTML5版が暫定的に開設された。こちらはInternet Explorerでの利用は不可と明言されている。

### モバイル版
2008年からは専用の有料サイトを介して携帯電話（フィーチャーフォン）からの接続も可能になった。ただしゲストでのログインしかできず、ログイン後のハンドルネームの先頭に「#」がつく。
2013年にスマートフォン向け（iOS / Android）アプリが公開された。アプリでは1日1局までは無料で対局できる。それ以降は有料である。

## 特徴
- ゲストログイン制度がある。ゲストはチャット等を制限されるが1日あたりの対局数の上限などはなく、会員登録をしなくとも気軽に対局出来る。頭に「**」が付く。
- 2018年6月、フィッシャルールと呼ばれる持ち時間ルールを新規に追加導入したが、携帯電話からのログイン(先述の通り頭に「#」がつく)はこの機能が使えない。
- HN及び地域名は英文字しか登録出来ず、どちらもスペースや記号も含めて8文字以内。日本であっても平仮名や片仮名での登録は不可。但しゲストの場合は可能。
- HNをワンクリックするだけで、直近にログインしてからの成績(勝敗)が見られる。自分以外のHN名の勝敗を見る事も可能。
- 様々なタイプの対局室があり、レーティング対象のレーティング対局室と、ゲスト対局(レーティング非対象)の自由対局室が分けられており、対局室が違う者同士は対局不可。
- 回線トラブル等による対局中断の救済措置として「初代再開努力者」という判定システムがある。

## レーティングシステム
将棋倶楽部24では、簡略化されたイロレーティングを用いて、ユーザーの実力を数値化している。また、このレーティングによって、以下のように段級位を定めている。
| レーティング | 段位 |
| ------------ | ---- |
| 3000         | 八段 |
| 2800         | 七段 |
| 2600         | 六段 |
| 2400         | 五段 |
| 2200         | 四段 |
| 2000         | 三段 |
| 1800         | 二段 |
| 1600         | 初段 |
| 1500         | １級 |
| 1400         | ２級 |
| 1300         | ３級 |
| 1200         | ４級 |
| 1100         | ５級 |
| 1000         | ６級 |
| 900          | ７級 |
| 800          | ８級 |
| 700          | ９級 |
| 600          | 10級 |
| 500          | 11級 |
| 400          | 12級 |
| 300          | 13級 |
| 200          | 14級 |
| 100          | 15級 |

級位は日本将棋連盟のアマチュア段級と同じで、段位は八段まである。さらに最下位に「初心者」が設けられている。「初心者」での登録は「駒の動きを覚えた初心者」のみが対象で、それ以上の実力者は15級以上が推奨される。詳細は将棋倶楽部24レーティングを参照。

### 段級位の目安
将棋倶楽部24での段級は、級位ならびに低段位においては日本将棋連盟および、『将棋世界』やWeb上の検定、町の将棋道場などで認定されるアマチュアの段級よりかなり厳しく、奨励会やプロ棋界で用いられている段級との中間くらいのレベルであると言われている。たとえ最下位の「初心者」であっても、実際は一通り指せている会員が多いため、文字通りの初心者が登録してもなかなか勝てないといわれている。会員アンケートから、コンピュータ将棋のブラウザゲーム「ハム将棋」に「勝ったら24デビューがいいかもしれません。」と考察がされている。競合将棋対局サイトの「81Dojo」代表の川崎は、将棋倶楽部24の初心者から初級者のレーティングは実際の町道場の級と乖離しすぎている（いわゆるレーティングデフレを起こしている）と指摘している。
高段においてはプロ棋界で用いられている段級（勝ち数昇段規定）よりも辛くプロ棋界で用いられている段級（順位戦昇級時規定）より甘いレベルである。
2002年の段階では「将棋倶楽部24の初段は町道場の三段程度である」という比較がされており、また、かつて米長邦雄が将棋倶楽部24のシステムを利用して5級～7級の相手に4連勝で初段免状、2級～4級の相手に4連勝で二段免状を取得できる免状獲得戦を行っていたのが段級比較の際の目安になる。これによる免状取得の場合、米長が推薦人として免状に名を連ねていた。
なお、2013年より、将棋倶楽部24で5級以上になっている会員は、そのまま日本将棋連盟のアマチュア段級位として免状・認定状を取得する資格を持つようになった（認定可能なのは六段まで）。
登録時のレーティング登録は自己申告制となっており、対局30局以下の場合はレーティング値の後ろに「2400?」のように「?」がつけられる。その後は上述のように随時推移し、一般的に、対局を重ねるほど相対的に正しい棋力を表している点数に落ち着いてくる。当初申告したレーティングが適切でないと判断した場合には、対局数が10局未満の場合に限り、管理者にメールしレーティングを変更してもらうことができる。競合将棋対局サイトの「将棋ウォーズ」および「将棋クエスト」では、段級の自己申告制度を取っておらず全員30級から始まり、オートマッチングで当たった相手との勝敗で内部レートを調整し、適正な段級までは1勝するだけで昇級するようになっている。このため、過少申告がシステム上できない。

## タイトル戦
- 年1度開催
  - 24名人戦 第16期名人 syunaidar
  - リレー将棋大会 第16回リレー将棋王 catrat, hideki_zzr, PENNTAROU, tora51

このほか、参加者の棋力に応じてリーグ分けが行われ、予選と本選を勝ち抜いた各段級の優勝者には駒の名前などを冠したタイトルが与えられる。第15期では376名がタイトルを獲得した。
- 毎月自動決定
  - 月度レーティング十段戦 - 2008年までは上位10名全員に「十傑」の称号が与えられていたが、2009年からは1位にのみ「十段」の称号が与えられることになった。

- 24最高R保持者（最高Rを更新されるまで「最強」の称号が与えられる）
  - 2004/06/05：3003 dcsyhi
  - 2005/06/29：3010 Aug 02
  - 2005/09/14：3035 Jyuhappo
  - 2006/09/23：3064 aoba81
  - 2007/02/07：3084 sakitama
  - 2008/02/13：3093 Aleksandros
  - 2008/09/28：3113 H-Paris
  - 2009/03/28：3129 yomoni-
  - 2009/07/26：3172 pameus - 2009年5月27日に最高R3151を記録。同年6月6日に自己記録を3170に更新、さらにその後も自己記録を更新している。
  - 2010/07/26：3178 Screen Hero
  - 2011/11/23：3210 akahosi53
  - 2012/04/01：3214 NOAH-
  - 2012/12/29：3312 MINICROISSANT
- ※将棋ソフトによる参考記録
  - 2011/05/14：3211 ponanza
  - 2011/12/31：3364 bonkras
  - 2015/12/13：3455 ponanza - 2013年5月12日に最高R3453を記録。

- ここ数年開催されていないもの
  - 24竜王戦 第11期竜王 gerard
  - 24達人戦 第9期達人 syunaidar

- 過去に数回開催
  - 24藤花戦
  - 駒落ち王将戦
  - 24王座戦
  - 24棋王戦

通常、道場の利用者一覧の「棋力」の列には段級が表示されるが、タイトルを獲得した場合は「名人」「十段」のようにタイトル名が表示される（ただし、名簿や道場内の検索では通常の段級が表示される）。

## 企画

### Xは誰だ？
2007年1月から12月まで全12回に渡り行われた、将棋世界とのコラボレート企画。月替わりで一人のプロ棋士が「@X」というハンドルネームで東京道場に登場し会員と平手（早指し）で対局。その棋士が誰かを当てるというもの。
以下は歴代Xの詳細。
|        | Xの正体  | 戦跡             | 将棋世界誌上に掲載されたヒント |
| ------ | -------- | ---------------- | ------------------------------ |
| 初代   | 中田功   | 170勝11敗1中断局 | 男性棋士                       |
| 2代目  | 中井広恵 | 13勝3敗1中断局   | 女流タイトル経験者             |
| 3代目  | 北浜健介 | 41勝3敗          | B級2組以上在籍                 |
| 4代目  | 島朗     | 20勝2敗          | A級経験者                      |
| 5代目  | 横山泰明 | 29勝1敗          | 振り飛車党の若手棋士           |
| 6代目  | 上野裕和 | 13勝5敗          | ブロガーの男性棋士             |
| 7代目  | 平藤眞吾 | 52勝9敗          | 関西在住、C級1組在籍           |
| 8代目  | 戸辺誠   | 45勝4敗          | 8月生まれの男性棋士            |
| 9代目  | 大平武洋 | 110勝9敗         | 5月生まれの男性棋士            |
| 10代目 | 田村康介 | 271勝26敗        | 早指しの雄                     |
| 11代目 | 村山慈明 | 51勝3敗          | C級2組、番勝負経験者           |
| 12代目 | 伊藤真吾 | 23勝5敗          | フリークラス在籍               |

## ソフト指し問題
予てから好事家の間では疑惑の人物の指し手とソフトの指し手との一致率を調べるという方法が用いられており、将棋倶楽部24でソフト指しが蔓延しているとの噂が絶えなかった。無論このような事象は後発の他サイトでも普通に見られたが、将棋倶楽部24では特に顕著であったと言われる。そこで将棋倶楽部24では2008年1月7日に24ソフト指し取締委員会を設置してソフト指しの全面的な取り締まりを開始した。

### ソフト開発者
将棋ソフトの開発者は、事前に運営に申告を行うことによって自らのソフトを対局者として登録することができる。2011年5月には第21回世界コンピュータ将棋選手権で5位に入賞した「ponanza」が参戦し最高レートを3211点に更新、2011年12月には同年の同選手権で優勝した「ボンクラーズ」が最高レーティング記録を3364点に更新した。また、2013年5月には第23回世界コンピュータ将棋選手権で準優勝した「ponanza」が再び参戦し、最高レーティング記録を3453点まで伸ばした。ただしこれらの記録は参考記録扱いになっている。

## エピソード
- 藤井聡太によると、自身が奨励会3級（2013年頃）でレーティング2400点、奨励会三段（2016年頃）で3090点、デビュー戦以来無敗連勝記録継続中の四段時（2017年頃）でおよそ3240～3290点とのこと[9]。